# Шицзуйшань
Шицзуйша́нь (кит. упр. 石嘴山, пиньинь Shízuǐshān, буквально: «Горы подобные каменной пасти») — городской округ в Нинся-Хуэйском автономном районе КНР.

## История
Со времён императорского Китая в этих местах находились уезды Пинло (平罗县) и Хуэйнун (惠农县). После образования в 1958 году Нинся-Хуэйского автономного района было принято решение о начала разработки имеющихся здесь залежей угля, и в 1960 году был расформирован уезд Хуэйнун, а на его месте образован город Шицзуйшань. В 1972 году был создан округ Иньбэй (银北地区), и эти земли вошли в его состав. В 1975 году округ Иньбэй был расформирован, и Шицзуйшань стал городским округом, подчиняясь непосредственно правительству автономного района.

## Административно-территориальное деление
Городской округ Шицзуйшань делится на 2 района, 1 уезд:
| Карта | #     | Статус  | Название | Иероглифы    | Пиньинь | Площадь (км²) | Население (2006) |
| ----- | ----- | ------- | -------- | ------------ | ------- | ------------- | ---------------- |
|       |       |         |          |              |         |               |                  |
| 1     | Район | Даукоу  | 大武口区 | Dàwǔkǒu qū   | 1210    | 250 000       |                  |
| 2     | Район | Хуэйнун | 惠农区   | Hùinóng qū   | 1354    | 190 000       |                  |
| 3     | Уезд  | Пинло   | 平罗县   | Píngluó xiàn | 2649    | 280 000       |                  |

## Экономика
Многочисленных туристов привлекает живописный район «Шаху», в котором расположены барханы, озера и заросли тростника. Здесь обитают более 1,5 млн птиц свыше 210 видов.

## Транспорт
Вокзал Шицзуйшаня обслуживает высокоскоростную железную дорогу Баотоу — Иньчуань.